# Aeroportul Internațional Tan Son Nhat

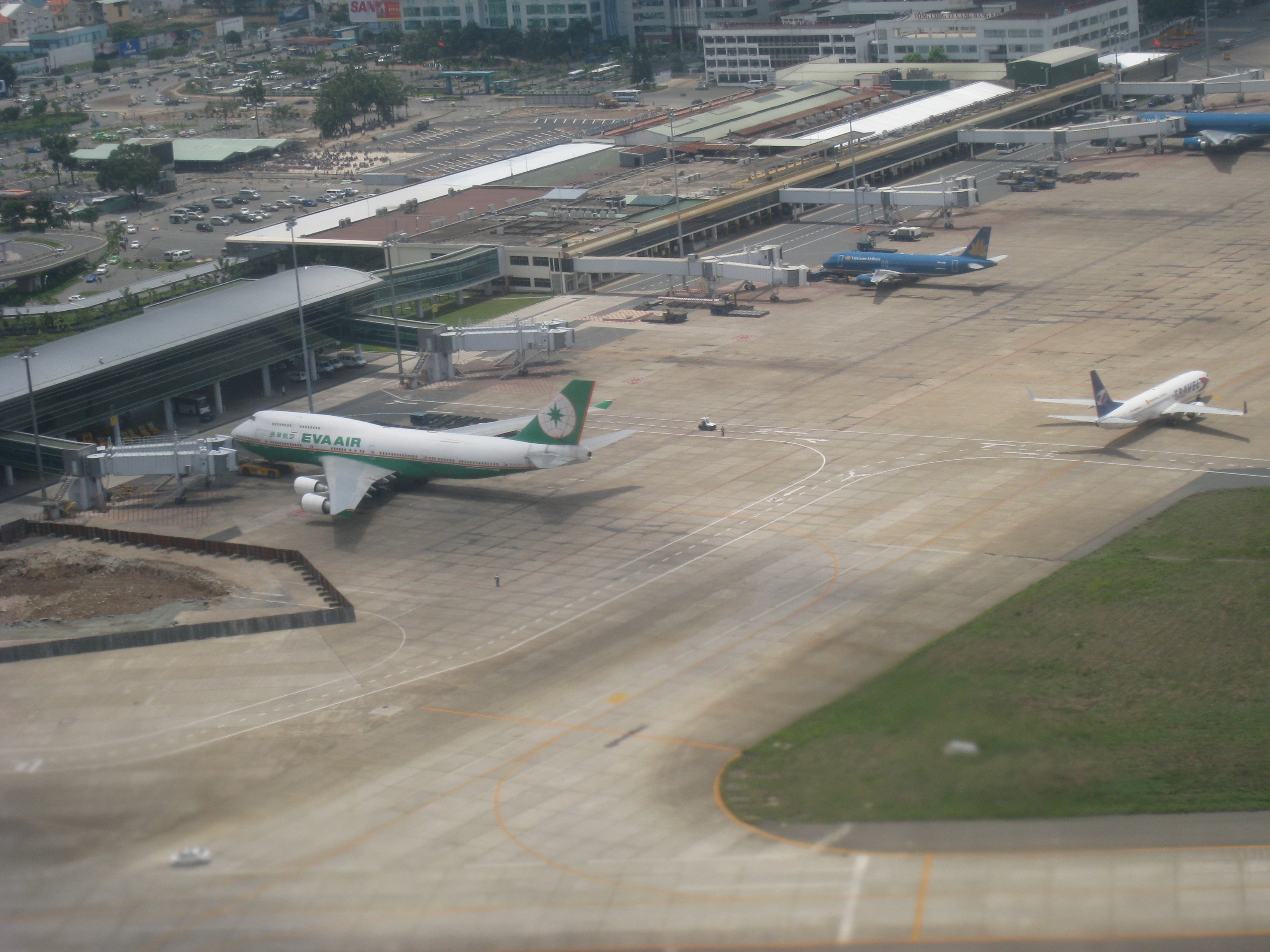
Aeroportul Internațional Tan Son Nhat

Aeroportul Internațional Tan Son Nhat (Sân bay quốc tế Tân Sơn Nhất, Tan Son Nhat International Airport) este un aeroport în estul districtului Tan Binh din Ho Și Min (oraș), Vietnam. Este nodul principal pentru Vietnam Airlines.

## Linii aeriene

### Domestic Terminal 1
- Pacific Airlines (Danang, Hai Phong, Hanoi, Hue, Nha Trang, Vinh)
- Vietnam Airlines (Buon Ma Thuot, Chu Lai, Da Lat, Danang, Hai Phong, Hanoi, Hue, Nha Trang, Phu Quoc, Pleiku, Qui Nhon, Tuy Hoa, Vinh)
- Vietnam Air Service Company (Ca Mau, Con Dao, Da Nang, Rach Gia, Chu Lai, Tuy Hoa, Qui Nhon)

### International Terminal 2
- AirAsia (Kuala Lumpur)
  - Thai AirAsia (Bangkok-Suvarnabhumi)
- Air China (Beijing, Nanning)
- Air France (Bangkok-Suvarnabhumi, Paris-Charles de Gaulle)
- All Nippon Airways (Tokyo-Narita)
- Asiana Airlines (Seoul-Incheon)
- Bangkok Airways (Bangkok-Suvarnabhumi)
- Cathay Pacific (Hong Kong)
- Cebu Pacific (Manila)
- China Airlines (Taipei-Taiwan Taoyuan)
  - Mandarin Airlines (Taichung)
- Nok Air (Bangkok-Don Mueang)
- China Eastern Airlines (Shanghai-Pudong)
- China Southern Airlines (Guangzhou)
- EVA Air (Taipei-Taiwan Taoyuan)
  - Uni Air (Kaohsiung)
- Finnair (Helsinki) [seasonal]
- Garuda Indonesia (Jakarta, Singapore)
- Hong Kong Airlines (Hong Kong)
- Japan Airlines (Tokyo-Narita)
- Jetstar Asia Airways (Singapore)
- Korean Air (Busan, Seoul-Incheon)
- Lion Air (Jakarta, Singapore)
- Lufthansa (Bangkok-Suvarnabhumi, Frankfurt)
- Malaysia Airlines (Kuala Lumpur)
- Pacific Airlines (Bangkok-Suvarnabhumi, Singapore)
- Philippine Airlines (Manila)
- Qantas
  - Jetstar Airways (Sydney)
- Qatar Airways (Doha)
- Royal Brunei Airlines (Bandar Seri Begawan)
- Royal Khmer Airlines (Siem Reap)
- Shanghai Airlines (Shanghai-Pudong)
- Shenzhen Airlines (Shenzhen)
- Singapore Airlines (Singapore)
- Thai Airways International (Bangkok-Suvarnabhumi)
- Tiger Airways (Singapore)
- United Airlines (Hong Kong, Los Angeles)
- Vietnam Airlines (Bangkok-Suvarnabhumi, Beijing, Busan, Frankfurt, Fukuoka, Guangzhou, Hong Kong, Kaohsiung, Kuala Lumpur, Los Angeles(October 2008), Melbourne, Moscow-Domodedovo, Osaka-Kansai, Paris-Charles de Gaulle, Phnom Penh, Seoul-Incheon, Siem Reap, Singapore, Sydney, Taipei-Taiwan Taoyuan, Tokyo-Narita, Vientiane)
- Viva Macau (Macau)

### Cargo airlines
- Cargoitalia (Dubai, Hong Kong)
- Cargolux (Luxembourg) Arhivat în 11 aprilie 2008, la Wayback Machine.
- China Airlines Cargo (Taipei-Taiwan Taoyuan)
- EVA Air Cargo (Taipei-Taiwan Taoyuan)
- Korean Air Cargo (Seoul-Incheon)
- Shanghai Airlines Cargo (Shanghai-Pudong)